# سینمای ازبکستان

یک بانوی فیلمبردار در دهه ۱۹۳۰ در شهر تاشکند

تاریخ سینمای ازبکستان را می‌توان به دو دوره تقسیم کرد: فعالیت‌های محدود در سال‌های ۱۹۲۰ تا ۱۹۲۵ زمانی‌که در ازبکستان جمهوری شورایی خلق بخارا برقرار بود و سال‌های ۱۹۲۶ تا ۱۹۹۱ که ازبکستان با فروپاشی اتحاد جماهیر شوروی به استقلال رسید. فیلم‌های دوره شوروی به زبان روسی یا ازبکی ساخته می‌شد؛ و چندین فیلم هنری نیز در این بازه زمانی تولید شدند. فیلم‌هایی مانند خوشحالم با تو محصول ۱۹۵۸، حرف‌های همسایه محصول ۱۹۶۰ و مهمتر از همه فیلم پسر بازیگوش محصول ۱۹۷۷ به نویسندگی و تهیه‌کنندگی شهرت عباسوف از این جمله‌اند.
بین سال‌های ۱۹۲۴ تا ۱۹۲۶ چندین استودیوی فیلمسازی به صورت شعبه‌ای از برخی از جمهوری‌های دیگر شوروی در بخارا ایجاد شد که بزرگترین آن سوزاپکینو بود. یکی از مهمترین فیلم‌های این استودیو مناره مرگ محصول سال ۱۹۲۵ بود که در تمام اتحاد جماهیر شوروی با استقبال روبرو شد و کمابیش اکران خارج از شوروی نیز داشت. در ژوئیه ۱۹۲۵ استودیوهای کوچک با هم ادغام شدند و استودیو ازبک فیلم سرو شکل گرفت. ازبک فیلم اما در حقیقت یک سازمان فرهنگی سینمایی تابع حزب کمونیست ازبکستان بود که بیشتر در پی اهداف ضداسلام، تولید مستند و فیلم خبری و فیلم بلند در دستور کار داشت.
در دوران پاکسازی استالین به تعداد انگشتان یکدست کارگردانان ازبکی از این تصفیه جان سالم بدر بردند که نبی گانیف و سلیمان خود جایف مهمترین آن‌ها بودند. اگرچه نبی گانیف استعداد خود را در زمینه نویسندگی و کارگردانی سینما پیش از نیز بروز داده بود، اما پس از دوران پاکسازی بزرگ، جز فیلم سفارشی نساخت. با این همه سلیمان خودجایف با فیلم قبل از طلوع محصول ۱۹۳۳ که به ظاهر در نکوهش خاندان رومانف بود اما در اصل به تقبیح دیکتاتوری پرداخته بود، قربانی شد. از این پس تا جنگ جهانی دوم و تا زمان استقلال در سال ۱۹۹۱ سینمای ازبکستان اثر خاصی ارائه نکرد. اگرچه استودیو ازبک فیلم مدام در حال ساخت فیلم‌های سفارشی بود.
سینمای حال حاضر ازبکستان از نظر تعداد تولید فیلم بلند در سال به عدد باورنکردنی ۵۰ اثر رسیده‌است. اما عمده این آثار از کیفیت بسیار پائینی برخوردارند. برخی از منتقدان سینمایی بر این باورند که سینمای ازبکستان به نوعی بالیوود آسیای میانه است که بسته به بضاعت خود دارای تولید بالا اما بشدت کم کیفیت است. روزی که رفتند و هرگز بازنگشتند محصول ۱۹۸۶، نان داغ محصول ۲۰۱۸ و اسکورپیون محصول ۲۰۱۸ از مهمترین تولیدات اخیر سینمایی ازبکستان به‌شمار می‌آیند.